# Санта Крус (окръг, Калифорния)
Вижте пояснителната страница за други значения на Санта Крус.
Санта Крус (на испански: Santa Cruz) е окръг в щата Калифорния, САЩ. Окръжният му център е град Санта Крус.

## Население
Окръг Санта Крус е с население от 255 602 души (към 2000 г.). 31 души са отбелязали, че са от български произход на преброяването на населението през 2000 г.

## География
Окръг Санта Крус е с обща площ от 1573 км² (607 мили²).

## История
Санта Крус е един от основополагащите окръзи на Калифорния. Основан е 1850 г., когато Калифорния е приета за щат на САЩ.

## Градове
- Капитола
- Санта Крус
- Скотс Вали
- Уотсънвил

## Други населени места
- Боулдър Крийк
- Дей Вали
- Лайв Оук
- Маунт Хърман
- Рио дел Мар
- Туин Лейкс
- Фелтън
- Фрийдъм

### Друго
- Сан Франциско
- Район на залива на Сан Франциско